# حاجي رمضان (غيفان)
حاجي رمضان (بالفارسية: حاجی رمضان) هي قرية تقع في إيران في قسم غیفان الريفي. يقدر عدد سكانها بـ 477 نسمة .